# Thrombidae
Thrombidae é uma família de esponjas marinhas da ordem Astrophorida.

## Gêneros
- Thrombus Sollas, 1886
- Yucatania Gómez, 2006